# Hjalmar Larsson
Hjalmar Gottfrid Larsson, född 18 september 1881 i Hässleholm, död 19 mars 1960 i Malmö, var en svensk målare.
Han studerade konst i Stockholm och Köpenhamn. Hans konst består av landskap, porträtt, gatumotiv och blommor.     